# Francisco Aramburu
Francisco Aramburu, vagy Chico (Uruguaiana, 1922. január 7. – Rio de Janeiro, 1997. január 10.) spanyol-baszk származású brazil labdarúgócsatár.